# 广岛新交通1号线
廣島新交通1號線（日语： Hiroshima Shinkōtsū Ichigō sen */?）是一條連結日本廣島縣廣島市中區的本通站至同市安佐南區的廣域公園前站，屬於廣島高速交通的中運量膠輪旅客捷運系統 (AGT，在日本稱為新交通系統)路線。愛稱是Astram線，帶有日語的「明日」和英語的「Tram」（路面電車）的意思。

## 概要

### 路線資料
- 方式：膠輪旅客捷運系統
- 路線距離（營業距離）：18.4公里
- 導覽軌條：側方導引式
- 站數：22個（包括起終點站）
- 複線路段：全線
- 電氣化方式：直流750V
- 最高速度：60公里/小时
- 閉塞方式：自動車内信号閉塞

### 系统类型
在營運分類上，雖然廣島高速交通所經營的路線，大部分的路段都是採用高架方式鋪設，但在起站本通至縣廳前間、僅有0.3公里長的地下路段，是根據日本鐵道事業法申請經營權，屬於「地下鐵」的分類，並接受政府的地下高速鐵道整備事業補助費:7，因此可被歸類為地下鐵業者之一。至於其他的18.1公里長路線則是根據軌道法申請營運，雖採獨立路權設計但在日本的系統分類中與一般路面電車相同。
另外在技術上，廣島新交通属于膠輪捷運系統，在日本各地的地下鐵系統中，僅有廣島與北海道的札幌市營地下鐵使用同類技術。同时廣島新交通采用無人自動駕駛的旅客捷運系統，是日本唯一使用自動駕駛的旅客捷運系統的「地下鐵」业者。

## 历史
廣島高速交通于1987年作为负责运营廣島新交通1號線而成立；廣島新交通1號線是为了连接广岛市中心和广岛市西北部（主要是安佐南区）住宅区的交通而推动。其中广岛市中心至長樂寺区间的建设首先启动，但随着广岛被选为1994年亚洲运动会的主办城市，长乐寺站至广域公园前站区间也开始建设，以作为通往亚运会主会场——位于安佐南区和佐伯區之间新城“广岛西部丘陵都市” (之后改名西風新都)内的广岛广域公园陆上竞技场的交通线路。全线从本通站至广域公园前站全长18.4公里，于1994年8月20日开通。
廣島新交通1號線全线沿既有道路铺设，本通站至中筋站区间位于国道54号上空或地下，中筋站至大原站区间沿广岛县道38号广岛丰平线，大原站至伴中央站区间沿广岛县道265号伴广岛线，而伴中央站至廣域公園前站区间则沿广岛县道71号广岛汤来线运行。在日本的新交通系统线路中，该线路总长度为第一；虽然只有部分区间位于地下，但成为继桃花台新交通运营的桃花台线之后第二条拥有地下运行区段的新交通线路，由于桃花台线已停运拆除，廣島新交通1號線是目前唯一运营有地下路段的新交通线路。
另外，廣島新交通1號線是中国地方第一个使用自動检票口的路线。2015年3月14日新白島站開業，可与西日本旅客鐵道山陽本線、可部線转乘。2018年加入交通系IC卡全國通用服務，但仅提供ICOCA的加值服务；2024年开始提供ICOCA以外交通系IC卡加值服务。

### 年表
- 1987年12月1日：廣島高速交通公司設立。[6]
- 1988年3月14日：获得本通 - 長樂寺铺设许可。[6]
- 1989年2月28日：本通 - 長樂寺动工。
- 1991年
  - 3月5日：获得長樂寺 - 廣域公園前铺设许可。[6]
  - 3月14日：高架橋建設工事現場发生箱涵掉落事故，造成15死8伤。[9]
  - 10月：長樂寺 - 廣域公園前动工。
- 1994年8月20日：廣島新交通1號線本通 - 廣域公園前开通。[6]
- 1999年3月20日：开行急行列車。[6]
- 2004年3月20日：废除急行列車。[6]
- 2005年8月22日：累积运输人次达到2亿人次。
- 2006年4月15日：深夜、早晨开行的長樂寺 - 廣域公園前区间车废止。[10]
- 2007年4月2日：开始将头、尾车厢设定为“手机禁用车厢”。[11]
- 2009年8月8日：引入IC乘车卡PASPY和ICOCA。[12]
- 2010年4月1日：经指定作为广岛市交通科学馆（日语：広島市交通科学館）的管理单位。[13]
- 2015年
  - 3月13日：废除“手机禁用车厢”，是日本最后一个废除此类车厢的铁路公司。[11]
  - 3月14日：新白島站开业。[14]
  - 6月8日：延伸JR西日本西廣島站计划发布，计划名称为“西風新都線”。[15]
- 2018年3月17日：加入交通系IC卡全國通用服務，但仅提供ICOCA的加值服务。[16]
- 2024年
  - 5月31日：停止发售PASPY，[17]隔天开始发售ICOCA，[18]并开始提供ICOCA以外交通系IC卡加值服务。
  - 11月30日：PASPY使用终止。(预定)[17]

## 运营形态
广岛新交通1号线以本通至广域公园前之间全线运行的列车为主，另外还设有本通至长乐寺区间运行列车，工作日早高峰时段还安排了在大町站折返的列车。列车司机在长乐寺站进行上下行方向的交接，因此该站的停靠时间比其他车站略长。
1999年到2004年间广岛新交通1号线曾开行日本新交通系統中少见的急行列車，列车停靠本通・县厅前・大町・上安・長乐寺・大塚・广域公園前，所需时间25分，较普通车快11分。从2000年开始在大町站安排緩急接續，然而由于系统最高速度被限制在65公里/小时，急行列车在速度方面表现不足，导致速达性欠缺。由于操作复杂化，以及与经由廣島高速4號線直通市中心的公交车等竞争导致乘客减少，急行列车于2004年废止。

## 车辆

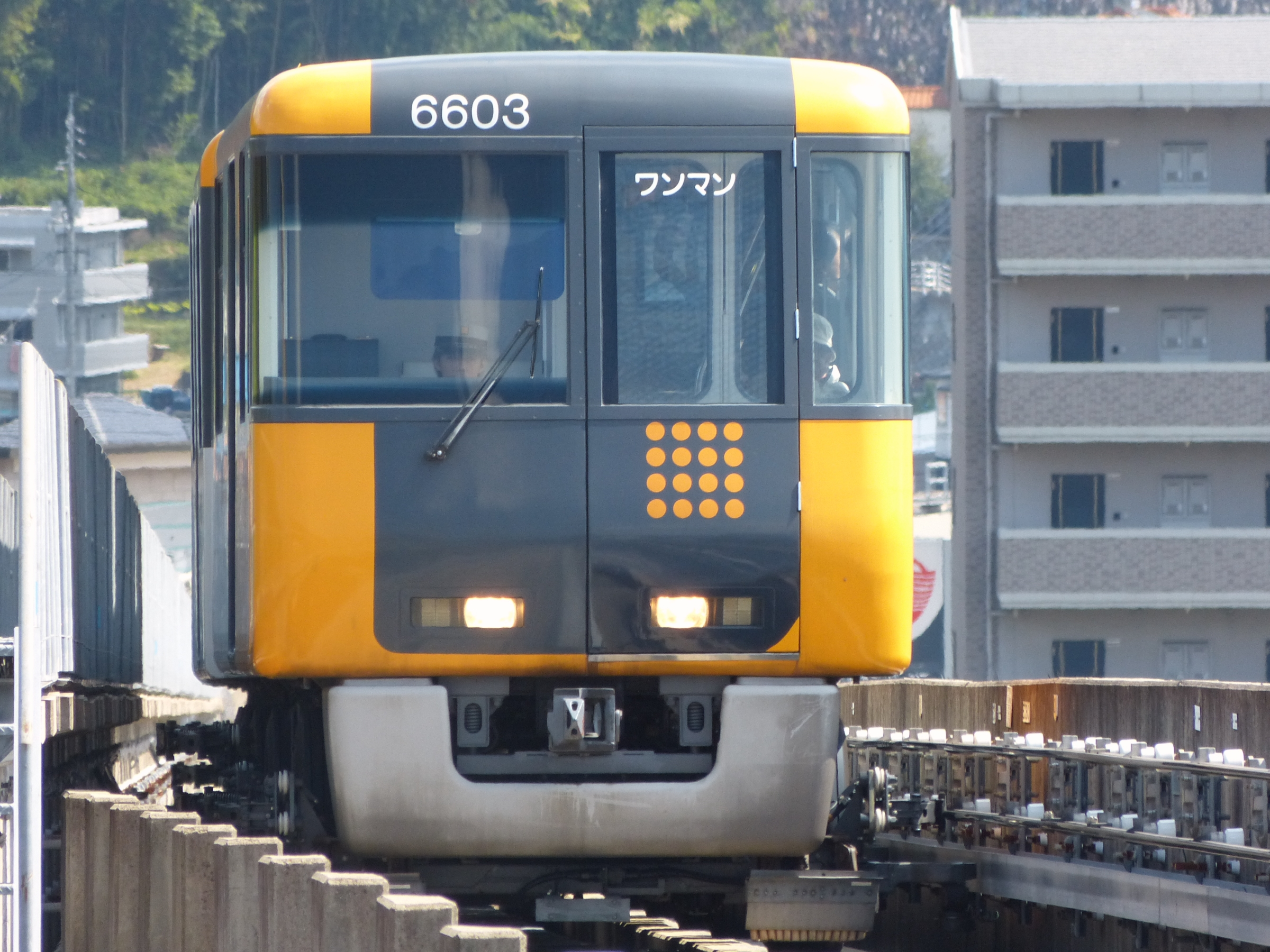
6000系第6603号
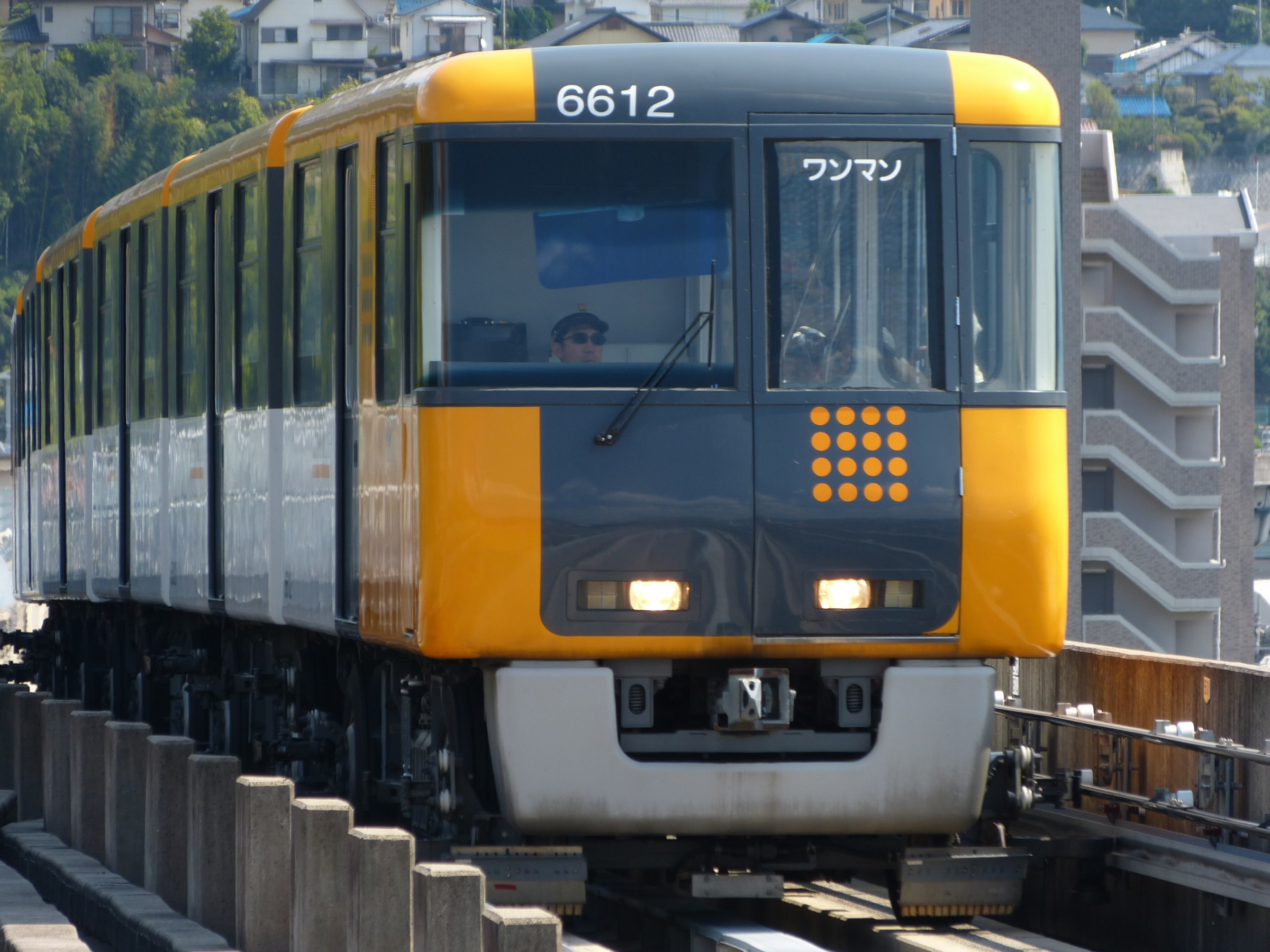
6000系第6612号
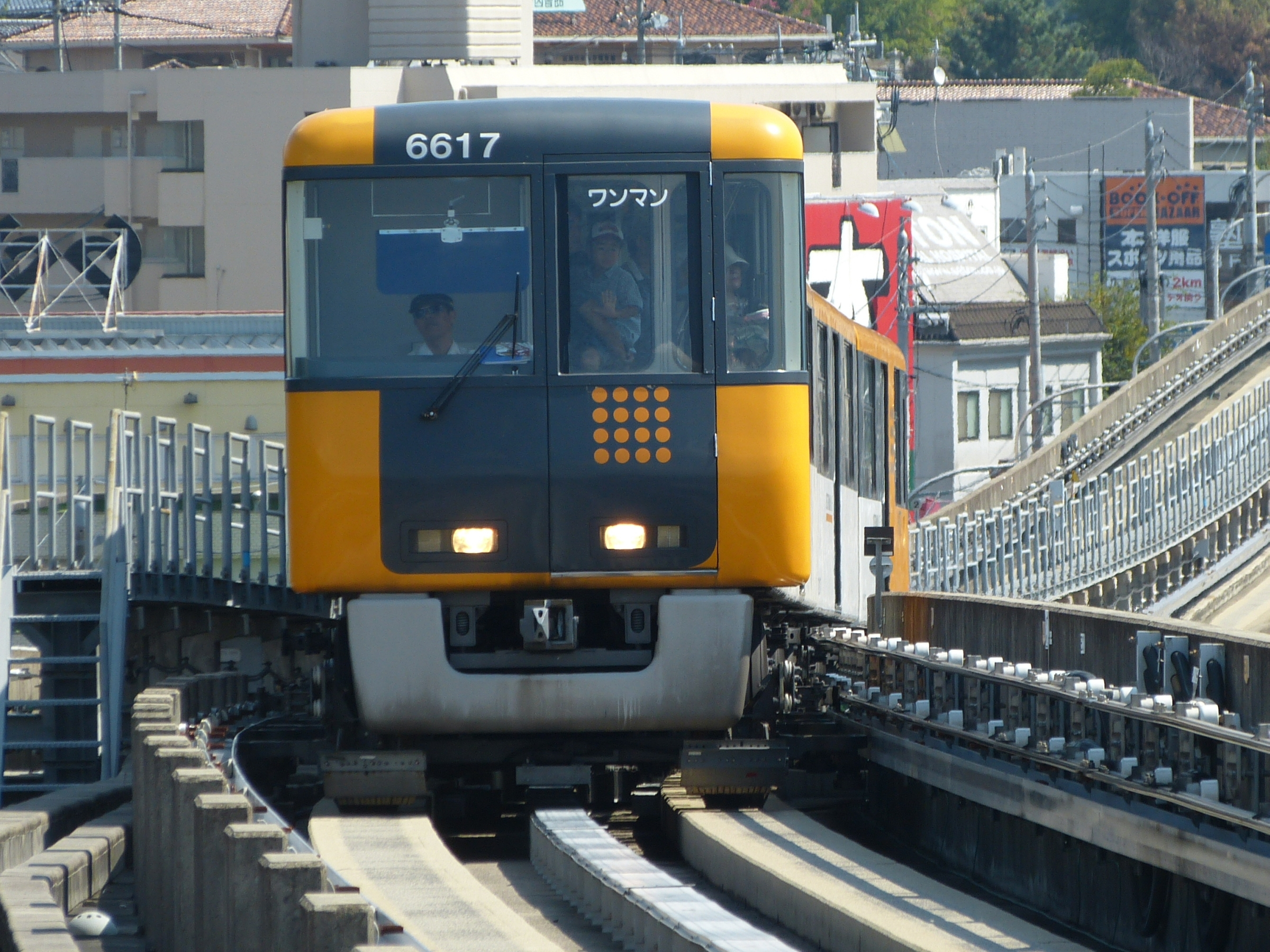
6000系第6617号
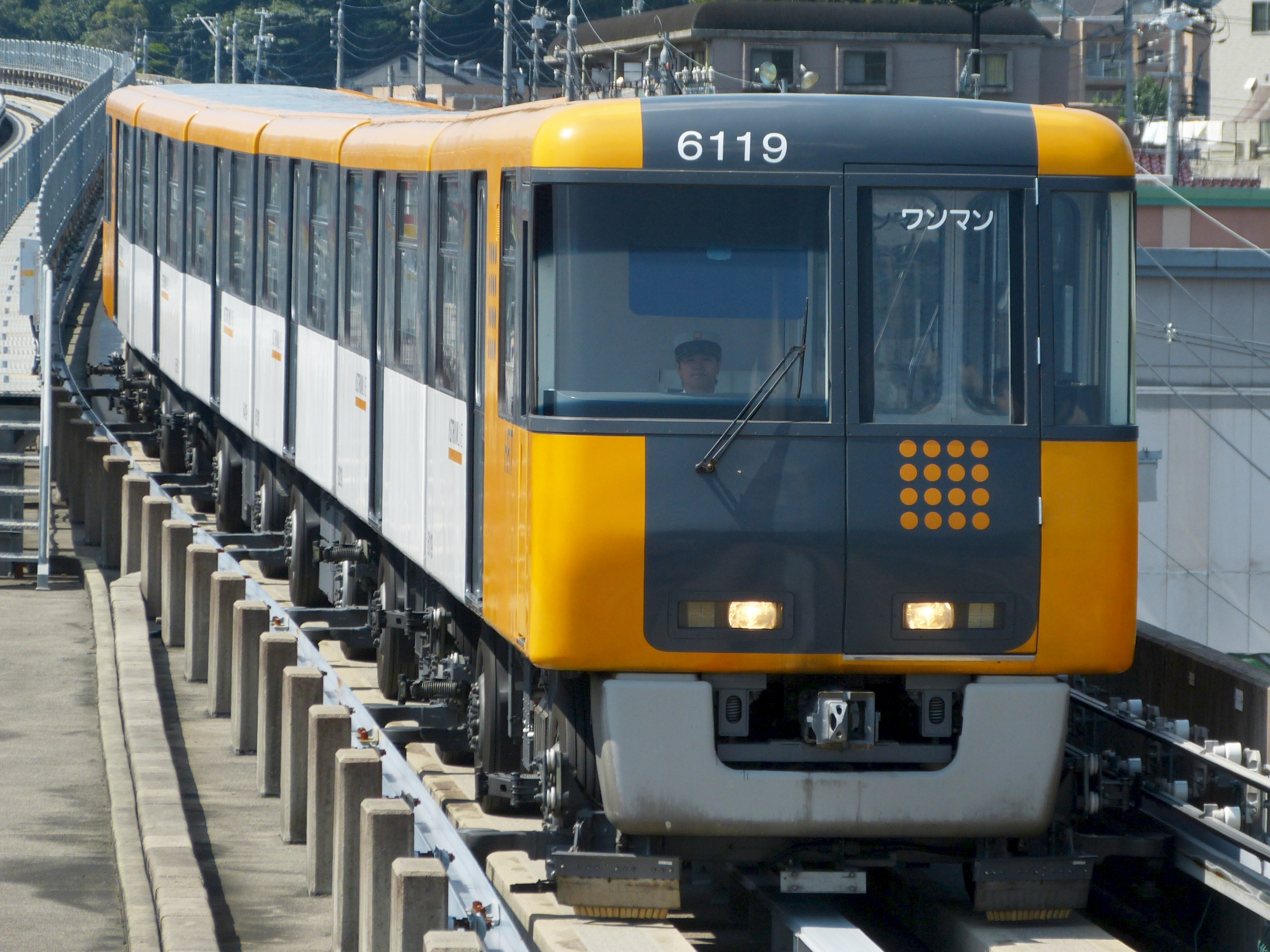
6000系第6119号
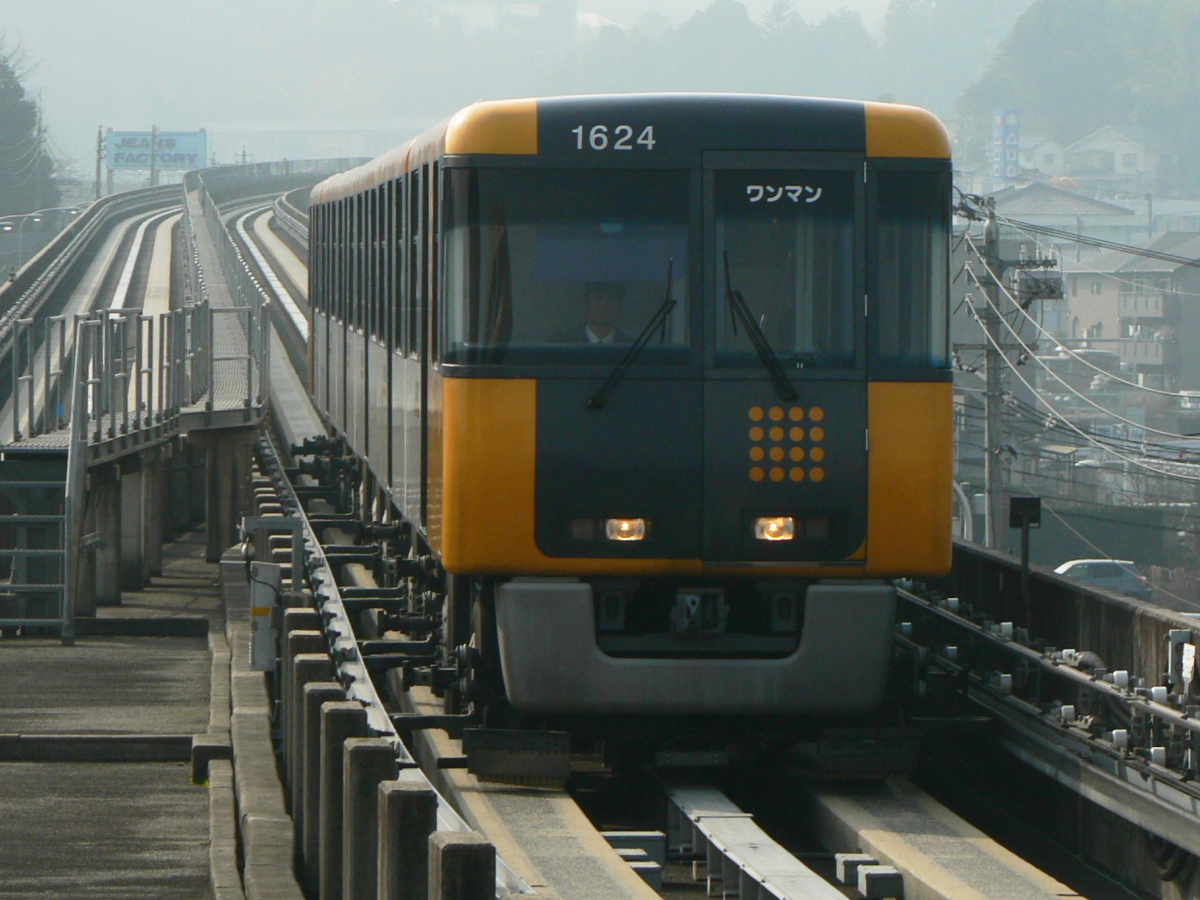
1000系第1624号
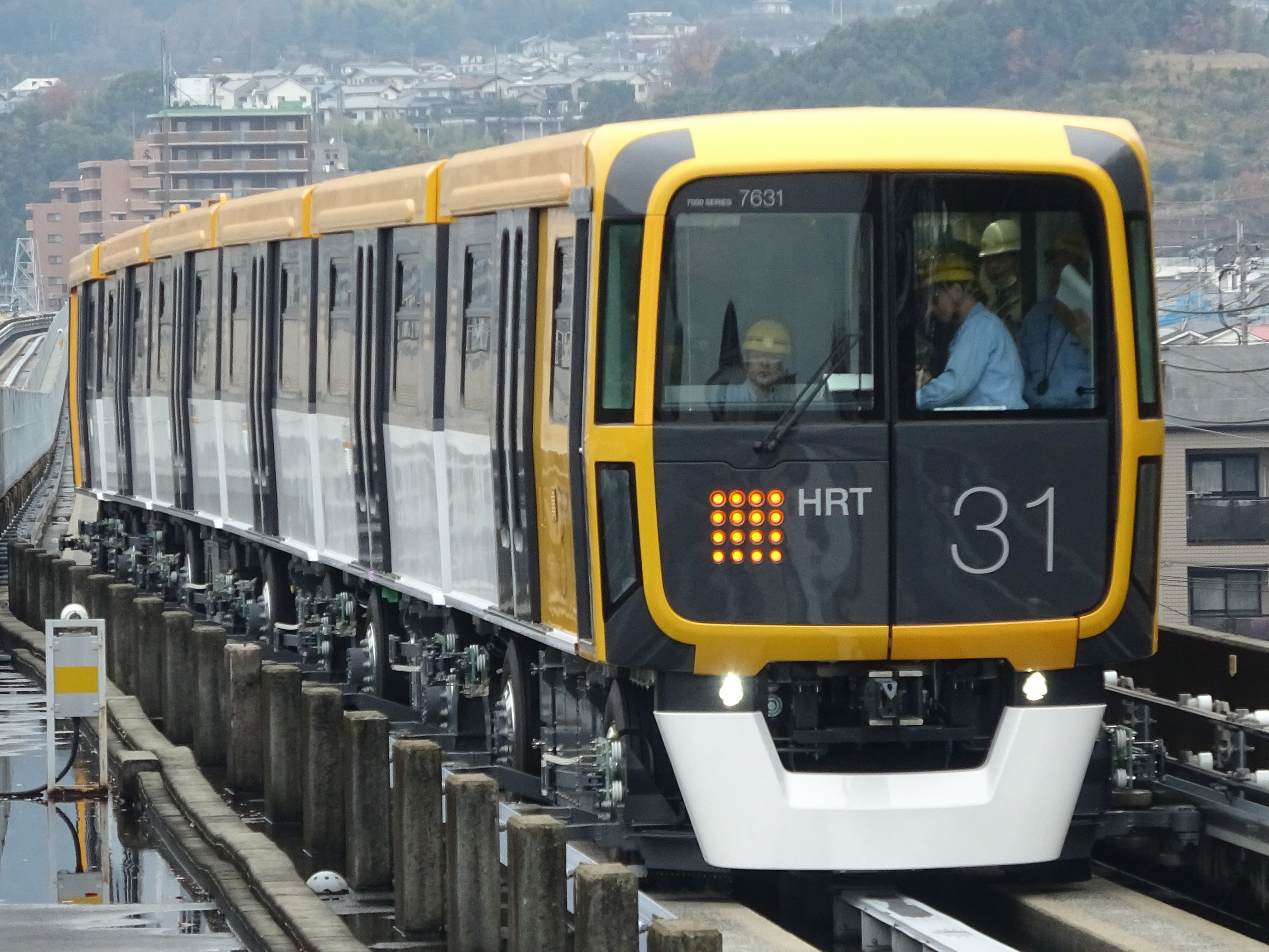
7000系31号

使用中
- 6000系（日语：広島高速交通6000系電車）：从1994年使用至今，采用6节编组，最初有22列，1998年共为了增加运输量而新增1列，达到23列，最高运营速度60km/h。[19]
- 7000系（日语：広島高速交通7000系電車）：在开业20年之后，为了应对车辆更新问题而引进。采用6节编组，最高运营速度60km/h。预定投入24列，分2期投入；第1期11列，从2020年开始运营，预计2025年完成交付，2025年之后完成第2期13列交付。[20]

已除役
- 1000系（日语：広島高速交通1000系電車）：1999年为了增加运输量而引进，为6节编组只有1列，最高运营速度60km/h[21]，于2020年除役。[20]

## 車站列表

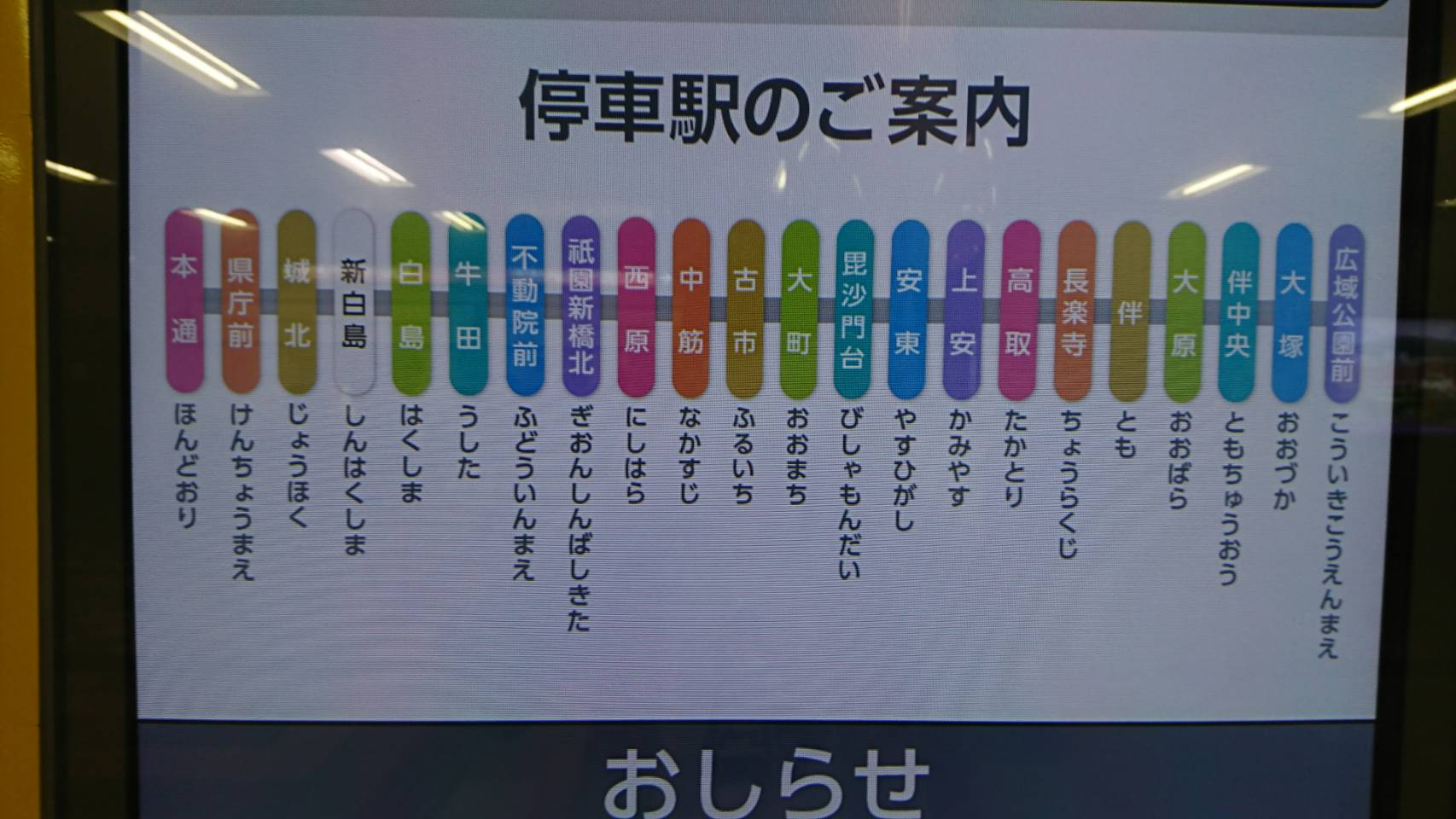
新白島開業後車站列表。全線開業後新設新白島站，既存車站之間加入則使用未使用的白色表示。本通站拍攝。

全線位於廣島縣廣島市內。城北站－白島站間的新白島站在2015年3月14日開業。除此以外的車站都在路線開業時開業。广岛新交通1号线開業時各站，由起點本通站依次序確定車站顏色，分別為■粉紅色、■色、■黃色、■黃綠色、■綠色、■水藍色、■紫色、（之後重覆），官方路線圖等亦有記載車站顏色，但2015年3月新白島站開業以後官方網站的路線圖刪除了車站顏色。包括新白島站，各站的車站顏色也不再對外公佈。
另外，同年开始長樂寺站的副站名引入了廣島市交通科學館的命名權，改稱為「沼田交通博物館」，牛田站的廣島Big Wave，改稱為「廣新Big Wave」，官方網站上並沒有更改舊有的標記。
| 中文站名                    | 日文站名 | 英文站名 | 站間距離 | 營業距離 | 接續路線                                             | 所在地   |
| --------------------------- | -------- | -------- | -------- | -------- | ---------------------------------------------------- | -------- |
| 本通                        |          |          | -        | 0.0      | 廣島電鐵：宇品線（本通電停）                         | 中區     |
| 縣廳前                      |          |          | 0.3      | 0.3      | 廣島電鐵：本線、宇品線（紙屋町東電停、紙屋町西電停） | 中區     |
| 城北                        |          |          | 1.1      | 1.4      |                                                      | 中區     |
| 新白島                      |          |          | 0.3      | 1.7      | 西日本旅客鐵道： 山陽本線、 可部線                   | 中區     |
| 白島                        |          |          | 0.4      | 2.1      |                                                      | 中區     |
| 牛田 （Big Wave前）         |          |          | 0.8      | 2.9      |                                                      | 東區     |
| 不動院前 （比治山大学前）   |          |          | 1.1      | 4.0      |                                                      | 東區     |
| 祇園新橋北                  |          |          | 1.0      | 5.0      |                                                      | 安佐南區 |
| 西原                        |          |          | 1.0      | 6.0      |                                                      | 安佐南區 |
| 中筋                        |          |          | 1.0      | 7.0      |                                                      | 安佐南區 |
| 古市                        |          |          | 0.8      | 7.8      |                                                      | 安佐南區 |
| 大町                        |          |          | 0.6      | 8.4      | 西日本旅客鐵道： 可部線                              | 安佐南區 |
| 毘沙門台                    |          |          | 1.2      | 9.6      |                                                      | 安佐南區 |
| 安東 （安田女子大学前）     |          |          | 1.0      | 10.6     |                                                      | 安佐南區 |
| 上安 （動物公園口）         |          |          | 0.8      | 11.4     |                                                      | 安佐南區 |
| 高取                        |          |          | 0.6      | 12.0     |                                                      | 安佐南區 |
| 長樂寺 （沼田交通科學館前） |          |          | 0.7      | 12.7     |                                                      | 安佐南區 |
| 伴 （廣陵學園前）           |          |          | 1.2      | 13.9     |                                                      | 安佐南區 |
| 大原                        |          |          | 1.0      | 14.9     |                                                      | 安佐南區 |
| 伴中央                      |          |          | 1.1      | 16.0     |                                                      | 安佐南區 |
| 大塚 （市立大學口）         |          |          | 1.6      | 17.6     |                                                      | 安佐南區 |
| 廣域公園前 （修道大學前）   |          |          | 0.8      | 18.4     |                                                      | 安佐南區 |

## 延伸計畫

### 计划内容
广岛新交通1号线有延伸到西廣島站计划，计划名称为“西風新都線”。作为广岛市的长期城市规划，该市曾经构想过一条从伴地区经沼田地区通往草津或井口地区（即西部副都心、现在的广岛工商中心周边）的线路（沿草津沼田道路铺设）。然而，随着西风新都的规划逐渐具体化，研究重点转向了西风新都与中心市区的连接。1999年广岛市提出新交通1号线延伸計畫，考虑该市财政状况，延伸计划分3阶段进行：
1. 2027年完成廣域公園前 - 西廣島间6.2 km“单线”建设，形成倒U型路线，在西廣島可与JR西日本、廣島電鐵换乘，称为西風新都線。
2. 后续完成西廣島 - 白神社 - 本通3.2 km建设，建成环状路线。
3. 计划建设白神社 - 廣島大學跡地，和白神社 - 廣島站路线。其中西廣島 - 白神社- 廣島站称为东西線；廣島大學跡地 - 本通 - 白神社称为南北線。

### 计划推动
然而由于财政问题，2007年廣島市表示“目前Astram線的延伸状况非常严峻”，除了西风新都线之外的其他部分，由于需要超过900亿日元的费用，故考虑利用现有公共交通工具（廣島電鐵和路线巴士）来满足需求。关于西风新都线，在开通之前，将同样利用现有的公共交通工具，同时计划结合广岛市“交通愿景推进计划”的更新，研究具体的项目实施时间。
2014年广岛宣布废除第三阶段建设路段，剩余第二阶段西廣島 - 白神社 - 本通，被称为都心线。2015年广岛宣布西风新都线事业化，为降低成本，线路设计为单线，并将在沿线新设6个车站，预计2030年代开通，其中廣域公園前 - 石内东开发区约3.2公里，预计2020年代末开通。2024年广岛市宣布受新冠疫情的影响，西风新都线的全线开通时间将推迟至2036年左右；同时，原定提前开通廣域公園前 - 石内东也放弃。此外，根据最新预测，延伸区间的预期日均客流量从原先的1.5万人大幅下降至9100人。